# Уэйк, Маргарет, 3-я баронесса Уэйк из Лидделла
Маргарет Уэйк (англ. Margaret Wake; около 1299/1300 — 29 сентября 1349) — английская аристократка, 3-я баронесса Уэйк из Лиддела в 1349 году, дочь Джона Уэйка, 1-го барона Уэйка из Лиддела.

## Происхождение
Маргарет происходила из английского рода Уэйков. Известно, что в конце XII века один из представителей рода в Нормандии имел владения в Негрвиле на полуострове Котантен. Живший в XII веке Хью Уэйк владел тремя поместьями в Линкольншире. Позже Уэйки приобрели также владения в Йоркшире, Уэстморленде и Камберленде.
Один представителей рода, Джон Уэйк, был в 1295 году вызван в английский парламент как 1-й барон Уэйк из Лиддела. Он женился на Жанне (Джоан). В этом браке родилось двое сыновей, Томас (унаследовавший баронский титул) и Джон, а также дочь Маргарет

## Биография
Маргарет родилась около 1299/1300 года. Около 1312 года она была выдана замуж за Джона IV Комина, сына Джона III «Красного» Комина, лорда Баденоха, убитого в 1306 году будущим королём Шотландии Робертом I Брюсом, конфисковавшим владения рода. 
Первый муж Маргарет погиб сражаясь за англичан в битве при Бэннокбёрне 23 июня 1314 года. Родившийся же в этом браке сын Адомар умер в 1316 году младенцем.
В 1316 году брат Маргарет, Томас Уэйк, 2-й барон Уэйк, женился на родственнице короля Эдуарда II — Бланке, дочери Генри Ланкастерского, графа Лестера. А в 1325 году Маргарет была выдана замуж за младшего брата короля — Эдмунда Вудстока, графа Кента. Папское разрешение на брак было получено 6 октября 1325 года, а брачная церемония прошла в декабре.
Эдмунд Вудсток в марте 1330 года был казнён по приказу Роджера Мортимера, графа Марча, фактического правителя Англии в это время. Все его владения и титулы были конфискованы, а Маргарет, которая в это время была беременной последним ребёнком, с детьми была помещена в заключение в замке Солсбери. Однако в том же году юному королю Эдуарду III удалось сместить и казнить Мортимера, после чего приговор в отношении графа Кента был отменён, а владения и титул графа Кента были возвращены Эдмунду Младшему, старшему из сыновей Маргарет и Эдмунда, которому тогда было около 4 лет.
Всего во втором браке у Маргарет родилось четверо сыновей и 2 дочери, из которых младенчество пережили сын Джон и дочь Джоанна.
31 мая 1349 года умер бездетный Томас Уэйк, старший брат Маргарет, после чего она унаследовала все его владения и титул баронессы Уэйк из Лиддела. Но уже 29 сентября она сама умерла от свирепствовавшей в это время в Англии эпидемии «Чёрной смерти».
Владения и титул Маргарет унаследовал сначала её единственный выживший сын Джон, 3-й граф Кент, а после его бездетной смерти — дочь Джоанна.

## Брак и дети
1-й муж: с около 1312 Джон IV Комин из Баденоха (убит 23 июня 1314). Дети:
- Адомар Комин (1314/1315 — 1316)[6].

2-й муж: с 1325 Эдмунд Вудсток (5 августа 1301 — 19 марта 1330), 1-й граф Кент с 1321 года. Дети:
- Эдмунд (ок. 1326 — до 5 октября 1331), 2-й барон Вудсток с 1330, 2-й граф Кент с 7 декабря 1330 года[10].
- Роберт (ок. 1327 — в младенчестве)[10].
- Маргарет (1327 — до 1352); муж: Арно Аманье д'Альбре[10].
- Джоанна Прекрасная Дева Кента (29 сентября 1328 — 8 августа 1385), 4-я графиня Кент и 5-я баронесса Уэйк из Лидделла с 1352 года[10].
- Томас (ок. 1329 — в младенчестве)[10].
- Джон (7 апреля 1330 — 26/27 декабря 1352), 3-й граф Кент и 3-й барон Вудсток с 1331 года, 4-й барон Уэйк из Лидделла с 1349 года[10].